# Il crepuscolo degli dei
Il crepuscolo degli dei (in tedesco: Götterdämmerung ) è il quarto e ultimo dei drammi musicali che costituiscono la tetralogia L'anello del Nibelungo di Richard Wagner.
Fu rappresentato per la prima volta il 17 agosto 1876 al Festival di Bayreuth con Georg Unger come Sigfrido, Eugen Gura come Gundicaro, Johanna Wagner come Prima Norne, Lilli Lehmann come Woglinde e Hans Richter (direttore d'orchestra), in occasione della prima esecuzione completa della tetralogia. In Italia, la prima è stata il 18 aprile 1883 al Teatro La Fenice di Venezia con Unger diretto da Anton Seidl.
Il soggetto del dramma (la Götterdämmerung appunto) è l'armageddon del mondo nella mitologia nordica. In tale visione è stata riconosciuta l'influenza di religioni e di concezioni lontane, quali l'escatologia iranica, l'apocalisse giudaico-cristiana o primitive credenze di matrice indoeuropea.

## Prologo

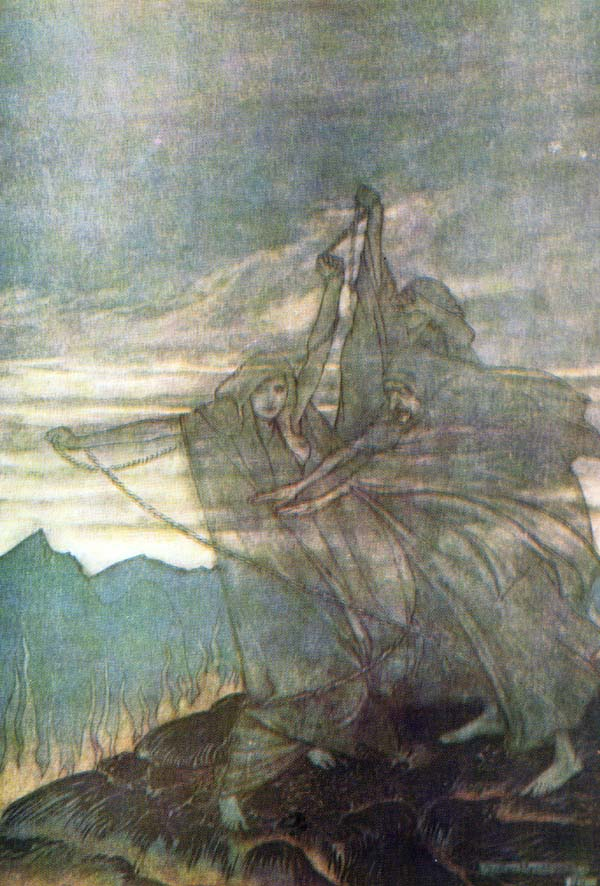
Le Norne tessono il filo del destino, illustrazione di Arthur Rackham

Le tre Norne, figlie di Erda, si riuniscono sulla rocca di Brunilde, tessendo il filo del Destino. Cantano del passato, del presente e del futuro, di quando Odino darà fuoco al Valhalla per dare il segnale dell'inizio della fine degli dei. All'improvviso, il filo si spezza. Piangendo la perdita della loro saggezza, le Norne scompaiono.
All'alba, Sigfrido e Brunilde escono dalla loro caverna. Sigfrido parte per nuove avventure, e nel salutarlo Brunilde lo prega di ricordarsi del loro amore. Come pegno di fedeltà, egli le lascia l'anello che ha preso a Affinar. Portando con sé lo scudo di Brunilde e montando il cavallo di lei, Grane, Sigfrido si allontana.

## Atto I

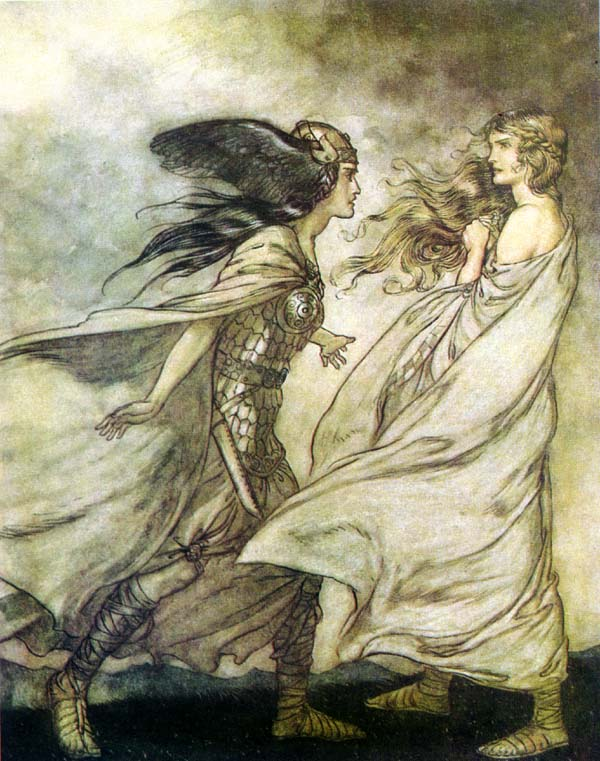
Brunilde a colloquio con la sorella Waltraute, illustrazione di Arthur Rackham

L'atrio del palazzo dei Ghibicunghi, un popolo che vive lungo il Reno. Gunther, signore dei Ghibicunghi, siede sul trono. Hagen, il suo fratellastro, gli consiglia di trovare al più presto una moglie per sé e un marito per sua sorella Gutrune, e gli suggerisce rispettivamente i nomi di Brunilde e Sigfrido. Hagen ha preparato e consegnato a Gutrune una pozione che farà dimenticare a Sigfrido Brunilde e lo farà innamorare di Gutrune; sotto l'effetto della pozione, Sigfrido sottometterà Brunilde e la consegnerà a Gunther.
Giunge Sigfrido, e Gunther gli offre la propria ospitalità. Gutrune gli presenta la pozione e l'eroe, ignaro dell'inganno, brinda a Brunilde e al loro amore, e la beve. Perde così il ricordo dell'amata, e si innamora di Gutrune. Sotto l'effetto della pozione magica, si offre di conquistare una sposa per Gunther, che gli dice di Brunilde. I due giurano un patto di fratellanza di sangue, e partono per la roccia.
Nel frattempo, Brunilde viene visitata da sua sorella, la valchiria Waltraute, che le racconta come Wotan sia tornato un giorno dai suoi vagabondaggi per il mondo con la lancia spezzata. In essa erano intagliati tutti i patti e i contratti che Wotan aveva stipulato, la sua fonte di potere. Egli aveva ordinato che i rami di Yggdrasill, l'Albero del Mondo, venissero accatastati attorno al Valhalla, aveva mandato i suoi corvi per il mondo perché spiassero e riferissero a lui tutte le notizie, ed ora aspettava la fine nel Valhalla. Waltraute prega Brunilde di restituire l'anello alle Figlie del Reno, poiché la sua maledizione sta colpendo anche il loro padre Wotan. Ma Brunilde rifiuta di separarsi dal pegno d'amore che Sigfrido le ha lasciato, e Waltraute si allontana disperata.
Arriva Sigfrido, che ha assunto l'aspetto di Gunther grazie al magico Tarnhelm, e pretende Brunilde come sua sposa. Nonostante la donna opponga una violenta e fiera resistenza, Sigfrido la sconfigge, strappandole l'anello dal dito e infilandolo sul suo.

## Atto II

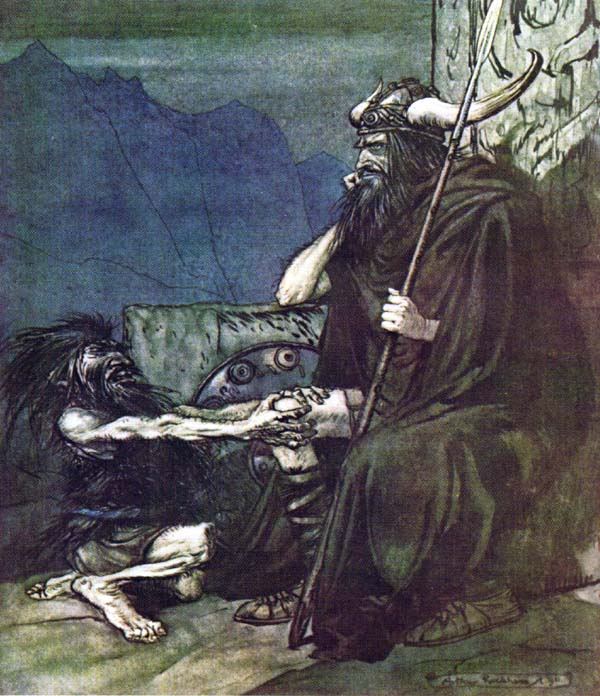
Hagen e suo padre Alberico, illustrazione di Arthur Rackham

Hagen, sulle rive del Reno, è visitato in sogno da suo padre, Alberico: incalzato da questi, gli giura che riuscirà a impossessarsi dell'anello. All'alba fa ritorno Sigfrido, che ha assunto di nuovo il suo aspetto e cambiato posto con Gunther. Hagen riunisce il popolo dei Ghibicunghi per accogliere il re Gunther e la sua sposa.

Giunge Gunther conducendo con sé Brunilde, che rimane sconvolta al vedere Sigfrido: notando l'anello al dito di lui, capisce di essere stata tradita. Di fronte ai vassalli di Gunther, accusa Sigfrido, che però giura sulla lancia di Hagen di essere innocente. Si allontana quindi con Gutrune e gli altri cavalieri, lasciando soli Brunilde, Gunther e Hagen. Pieno di rabbia e vergogna, pur sapendo perfettamente i fatti, Gunther è d'accordo con il fratellastro che Sigfrido debba morire perché lui riacquisti il suo onore. Brunilde, desiderosa di vendicarsi del tradimento di Sigfrido, si unisce alla congiura e rivela ad Hagen l'unico punto debole dell'eroe: sebbene ella lo avesse reso invulnerabile tramite la sua magia, aveva tralasciato la sua schiena, sapendo che non sarebbe mai fuggito di fronte a una minaccia, essendo egli privo di paura. Hagen e Gunther decidono di attirare Sigfrido in una battuta di caccia e ucciderlo.

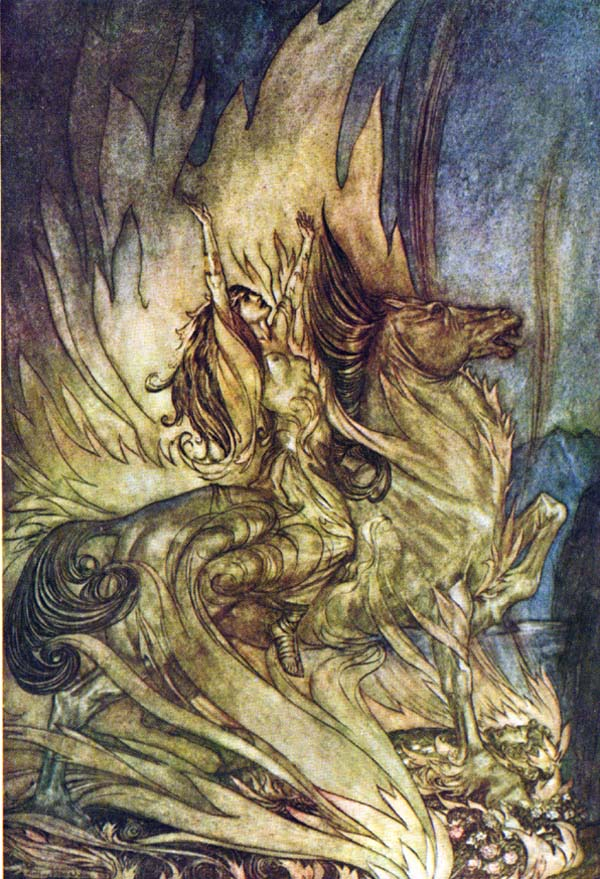
Brunilde si getta fra le fiamme, illustrazione di Arthur Rackham

## Atto III
Sulle rive del fiume, le Figlie del Reno piangono la perdita dell'oro. Sigfrido, allontanandosi dai compagni di caccia, si avvicina alla riva. Le ninfe lo implorano di restituire loro l'anello sfuggendo così alla sua maledizione, ma Sigfrido le ignora. Esse si allontanano nuotando, predicendo che Sigfrido morirà ma che la sua erede, una donna, sarà più gentile con loro.
Sigfrido si riunisce agli altri cacciatori, fra cui Gunther e Hagen. In un momento di riposo, racconta loro le sue avventure giovanili. Hagen gli dà una pozione che gli fa recuperare la memoria, e Sigfrido racconta di quando aveva trovato Brunilde e l'aveva risvegliata con un bacio. Improvvisamente, due corvi escono da un cespuglio e, mentre Sigfrido li guarda volare via, Hagen lo trafigge alla schiena con la sua lancia. Gli altri assistono alla scena con orrore, e Hagen si allontana con calma nella foresta. Sigfrido muore, abbandonandosi negli ultimi istanti al ricordo di Brunilde. Il suo corpo viene trasportato in una solenne processione funebre.
Nell'atrio del palazzo dei Ghibicunghi, Gutrune attende il ritorno del marito. Giunge Hagen precedendo il corteo funebre. Gutrune si dispera quando viene portato il cadavere di Sigfrido. Gunther accusa Hagen della morte di Sigfrido. Hagen lo ammette e fa per strappare l'anello dal dito del cadavere. Quindi, siccome Gunther, desideroso a sua volta di prenderlo, cerca di impedirglielo, lo uccide. Ma, quando si china sul corpo per afferrare l'anello, la mano dell'eroe morto si alza minacciosa, ed egli arretra terrorizzato.
Entra Brunilde, ed ordina che una grande pira funebre venga accesa accanto al fiume, rimandando i corvi da Wotan con le tanto attese notizie. Prende l'anello e annuncia alle Figlie del Reno di venire a riprenderlo dalle sue ceneri, una volta che il fuoco lo avrà purificato della maledizione. Viene accesa la pira, Brunilde monta sul suo cavallo Grane e cavalca in mezzo alle fiamme.
Il fuoco si estende mentre il Reno straripa dai suoi argini. L'anello finisce nell'acqua: Hagen si tuffa per prenderlo e annega. Le Figlie del Reno si allontanano a nuoto, portando l'anello trionfanti. Mentre le fiamme crescono di intensità, si intravede nel cielo il Valhalla popolato dagli dei, anch'esso preda di un incendio che lo distrugge.

## Organico orchestrale
La partitura di Wagner prevede l'utilizzo di:
- 3 Flauti e 2 Ottavini; 3 Oboi e 1 Corno inglese; 3 Clarinetti e 1 Clarinetto basso; 3 fagotti.
- 8 Corni (V. e VI. anche Tube tenori e VII. e VIII. anche Tube basse); 3 Trombe e 1 Tromba bassa; 4 Tromboni (due tenori, un basso e uno contrabbasso); 1 Tuba contrabbasso. In palcoscenico sono utilizzati anche 3 Sterrarne (letteralmente Corni di Toro).
- 8 Timpani, Piatti, Triangolo, Rullante, Tam-tam, Glockenspiel
- 6 Arpe
- 16 Violini primi, 16 Violini secondi, 12 Viole, 12 Violoncelli, 8 Contrabbassi

## Discografia parziale
- Crepuscolo degli dei - Solti/Nilsson/Windgassen/Frick/Neidlinger/Fischer-Dieskau/Ludwig, Wiener Philharmoniker, 1964, Decca
- Crepuscolo degli dèi - Knappertsbusch/Aldenhoff/Varnay/Mödl/Weber/Uhde, 1999 Testament (Decca)
- Crepuscolo degli dei - Karajan/Brilioth/Ridderbusch/Dernesch/Janowitz/Ludwig, Berliner Philharmoniker, 1970, Deutsche Grammophon
- Crepuscolo degli dei - Böhm/Windgassen/Nilsson/Mödl, 1967 Decca

## Filmografia parziale
- Crepuscolo degli dei - Levine/Behrens/Goldberg, 1989 Deutsche Grammophon - Grammy Award for Best Opera Recording 1992
- Crepuscolo degli dei - Luisi/Voigt/Morris/Meier/MET, 2010 Deutsche Grammophon
- Crepuscolo degli dei - Boulez/Jung/Jones/Mazura/Becht, regia Patrice Chéreau - 1980 Deutsche Grammophon